# Homoskedastičnost in heteroskedastičnost
Homoskedastičnost je koncept v uporabni statistiki (najpogosteje v ekonometriji), ki označuje homogenost opazovanj, izraženo s konstantno varianco naključne napake regresijskega (ekonometričnega) modela (tudi "homogenost variance"). Komplementarni pojem je heteroskedastičnost.
Če predpostavljamo, da je spremenljivka homoskedastična, vendar je ta dejansko heteroskedastična, to vodi v nepristranske, vendar neučinkovite točkovne cenilke in pristranske cenilke standardnih napak ter lahko vodi v precenjevanje ustreznosti, merjene s Pearsonovim koeficientom.
Obstoj heteroskedastičnosti je velika skrb v regresijski analizi in analizi variance, ker razveljavi statistične teste značilnosti, ki predpostavljajo, da imajo vse napake v modelu enako varianco. Cenilka najmanjših kvadratov je v primeru heteroskedastičnosti sicer še vedno nepristranska, vendar je neučinkovita, zato je treba uporabiti posplošene najmanjše kvadrate.